# أشهم (اسم)
أَشْهَم هو اسم علم مذكر من أصل عربي، وجاء الاسم على صيغة أفعل، ومعناه هو  من الشهامة السيد النافذ وعزيز النفس.